# Citron confit au sel
Le citron confit au sel est une préparation de citron ou de limette en saumure qui sont utilisés comme garniture aromatique dans la cuisine d'Afrique du Nord. Il ne doit pas être confondu avec le Nimbu ka achar du sous-continent indien qui se fait en achard (au vinaigre) avec des limes et toujours épicé.

## Histoire
L'utilisation du sel pour la conservation des aliments est attestée avant le néolithique, avec sa vertu bactéricide la saumure assure la préservation mais aussi modifie le gout. C'est spécialement le cas des olives. Massimo Círillo et al. (1994) montrent que les populations qui se nourrissent principalement de légumes, de riz et de céréales utilisent beaucoup plus de sel que celles à dominante carnée. Le cédrat qui a été un des premiers agrumes introduits dans la zone méditerranéenne était occasionnellement confit au sel, méthode qui a été généralisée (saumure à 15 %) à l'époque moderne.
Le citron confit au sucre, le sirop de citron sont attestés dans la cuisine arabe médiévale (chez l'Anonyme Andalou). Concernant le citron (dont on ne sait s'il était acide) au sel, le manuscrit Dar al-Kutub al-Qawmiya (al-Miṣriya) (VIIIe siècle?) mentionne «les citrons préparés au sel et autres préparations de conserve». Ibn Jumay (Egypte ?-1198) serait l'auteur de la première recette de citron en saumure (les citrons, du jus de citron et beaucoup de sel fin sont scellés dans un récipient en verre qu'on place au soleil 2 semaines, on laisse ensuite reposer pendant au moins 40 jours). Almudena Villegas Becerril (2014) mentionne les limones encurtidos y salgados dans la gastronomie de Ceuta et de Melilla confirmant le lien entre cuisine marocaine et andalouse. Les cuisines d'Israël, d'Iran, de Turquie et d'Inde connaissent le citron au sel avant les cuisines occidentales.
En 1810, le Dictionary of Commerce mentionne le portugais limones salgados: «préparés avec une saumure comme on fait mariner les choux, les concombres et autres légumes. Les citrons marinés sont exportés en abondance d'Italie, de Sicile vers le France où ils sont estimés comme un produit luxueux» (à la fin de siècle la France importait des cédrats, des citrons et des oranges en saumure). L'expression citron confit au sel est attestée en français en 1758 mais l'usage n'en devient commun qu'à la fin du XXe siècle. Il est plusieurs fois mentionné dans La Cuisine du Maghreb (2000) pour les tajines, le poisson au gratin puis La cuisine du Maroc (2013) toujours pour les tajines. Alain Ducasse est un des premiers chef de renom à l'utiliser (2008).

## La méthode

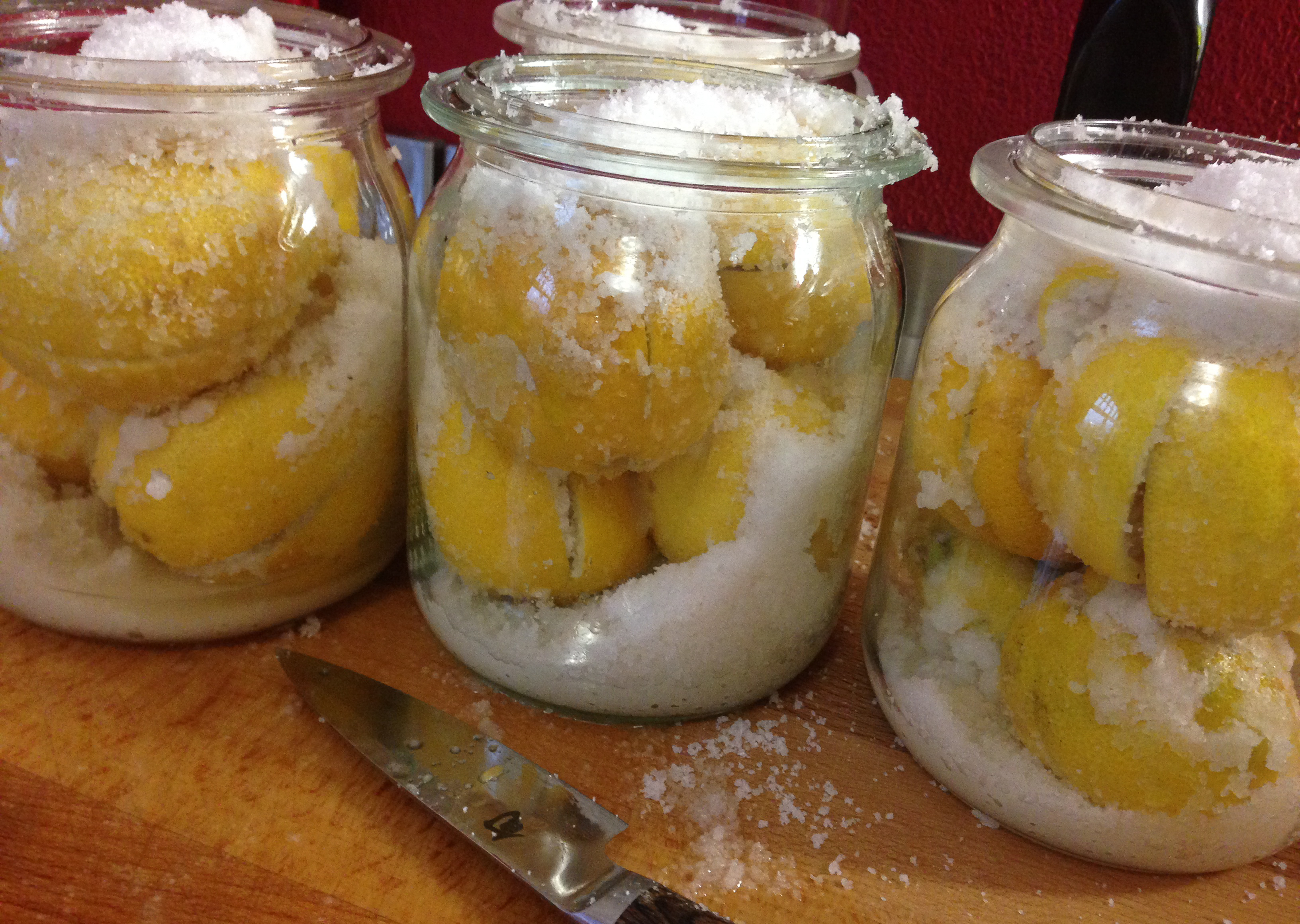
Le citron tranché et salé est mis en bocal avant addition d'eau bouillante

Le fruits acides subissent une lactofermentation dans la saumure qui leur fait perdre toute amertume. Cette étape demande quelques semaines. La saumure est couramment aromatisée de laurier, thym, romarin, gingembre, ail ou cumin, tamarin sec.

## Citron, limette et lime

### Citron
Le citron (Citrus limon) est fendu ou piqué puis enduit de sel avant la mise en bocal. La conservation est bonne et le gout s'améliore avec le temps.

Hugues de Bonardi le recommande dans la salade de laitue, il est fréquent dans la salades de légumes méditerranéens (aubergine, pois chiche, fenouil).

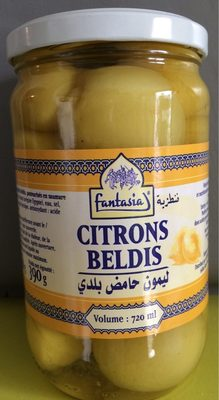
Citron Beldi (Limonette de Marrakech) en saumure

### Limonette acide de Marrakech
Au Maroc, la 'limonette de Marrakech', 'citron Beldi', Limoun Beldi, hamed el beldi = citron traditionnel, Beldi signifie commun (parfois nommée improprement bergamote) est davantage recherchée que les citrons (C. limon) et confite soit dans du sirop de sucre soit saumurée. C'est la version aigre de Citrus × limon var . limetta (Risso) Ollitrault, Curk & R. Krueger (d'après Chapot 'limonette de Marrakech' est le nom donné par Guillaumin) qui est utilisée, la culture provient principalement des vergers de Ouled Hassoune et Al Ouidane. La préparation en saumure (200 g de sel par kilo de fruit) n'exige pas des fruits fendus (l'écorce de la limette de Marrakech est plus fine que celle du citron), la saumure est versée bouillante sur les fruits qui marinent 3 semaines avant utilisation. Une autre méthode consiste à ne pas utiliser d'eau, les fruits salées sont immergés dans du jus de limette et de l'huile d'olive. Les limettes aigres saumurés lavées condimentent les tajines, le « tahine » et les salades, les plats de poulet (le poulet au citron marocain est un poulet à la limonette saumurée et non au citron).

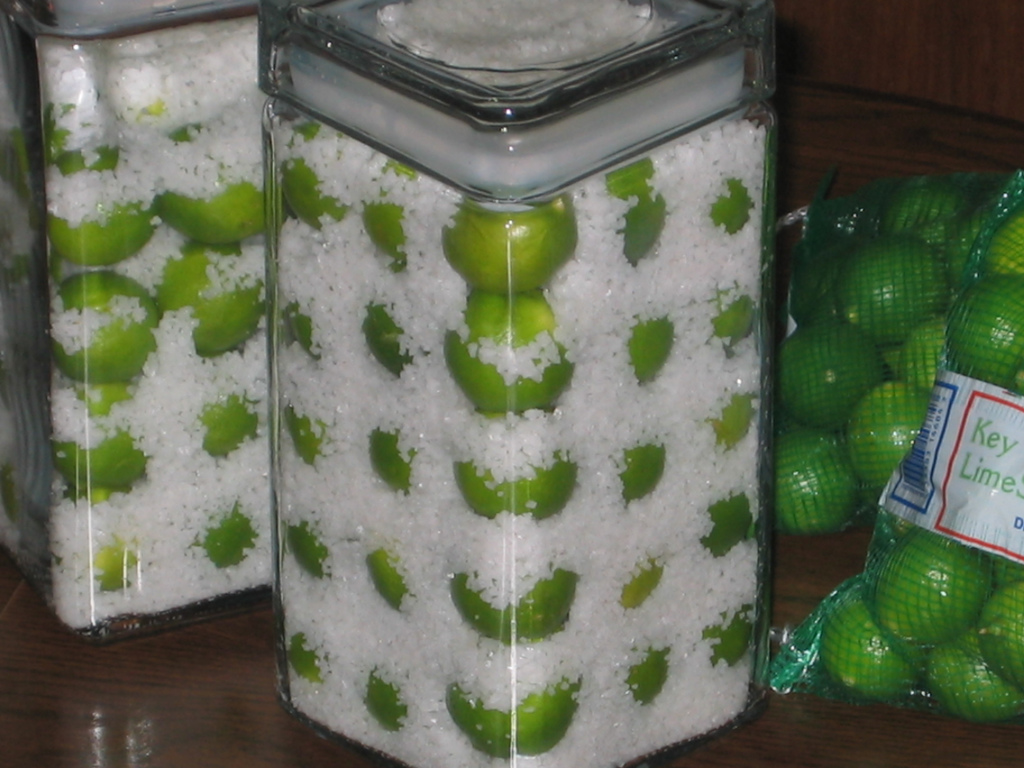
Chanh Muối - lime au sel

### Lime, limette et autres agrumes
Les clémentines, les kumquats et les oranges se préparent aussi en saumure.
En Iran, le لیموی شیراز  le 'citron Shiraz' proche des limes se prépare en achard (sel, vinaigre, sucre) de même le mosambi indien, C. limetta aigres et les limettes douces.

#### Lemon pickle
Le lemon pickle (Nimbu ka achar) est avec le mango (mangue verte) pickle (Aam ka achar) un condiment indien courant, il se fait avec des limes, du sel, des graines de moutarde, du gingembre vert et des piments sur lesquels on verse du vinaigre bouillit avec du curcuma. Le tout repose quinze jours avant emploi. On le rencontre aussi avec de l'ail, de la muscade. Certaines sources donnent une composition sans vinaigre: lime fraiche, piment de Cayenne et sel. Il s'agit d'une préparation toujours épicée qui est différente par son gout et ses usages comme condiment relevé des citrons confits méditerranéens. Le Karna (Citrus karna) au sel et fermenté est à la base des  ਨਿੰਬੂ ਦਾ ਖੱਟਾ ਮਿੱਠਾ ਆਚਾਰ (nibū dā khaṭā miṭhā ācāra) et le Lemon Pickle à l'aigre-doux sucré-salé épicé.
Selon la médecine ayurvédique, la lime confite a une valeur médicale supérieure à la lime fraiche (encourage la salivation, remède aux maux d'estomac).

## Anthologie
- François Victor Mérat, Adrien Jacques de Lens, Dictionnaire universel de matière médicale, et de thérapeutique. Société Belge de Librairie, 1837. p.458[37].

« Citron ou Limon. On ne fait point d'usage alimentaire du fruit du citronnier, qui est aigre et que la dent ne pourrait supporter, mais il renferme un suc très-acide, abondant, que l'on emploie beaucoup dans l'économie domestique, la médecine et les arts. [ ] Entier, le citron n'a que très peu d'emploi; parfois on le coupe en tranches, dont on se sert dans quelques mets comme assaisonnement, etc. On recommande d'en tenir dans la bouche pour s'opposer au mal de mer, ou, après avoir pris une médecine noire, pour ne plus en sentir le goût. On peut conserver ces fruits durant plusieurs années dans le sel, la saumure ou seulement l'eau de mer. On rapporte qu'à Montpellier les jeunes filles ont souvent les pâles couleurs et d'autres maladies plus graves pour avoir mangé trop de citrons, aussi communs dans ce pays que les pommes chez nous. »